# Първа македонско-косовска ударна бригада
Първа македонско-косовска пролетарска ударна бригада е комунистическа партизанска единица във Вардарска Македония и Егейска Македония, участвала във въоръжената комунистическа съпротива във Вардарска Македония по време на Втората световна война.

## Дейност
Създадена е на 11 ноември 1943 година в село Сливово. Състои се от батальона „Мирче Ацев“, Кичевския батальон, Първи косовски-метохски батальон „Рамиз Садику“ и втори косовски-метохски батальон „Борис Вукмирович“ и числи около 700 души. Бригадата има интернационален състав, като в нейните редове се бият македонци, албанци, сърби (масово), черногорци, словенци и италианци, а по-късно и руснаци. Първи командир е Петър Брайович, а политически комисар Мита Милкович. Води сражения с германски части и сили на Бали Комбетар, както и срещу български части в Крушевско, Ресенско и Охридско, след което с Главния щаб на НОВ и ПОМ се започва да се изтегля през Галичица в Мъгленско на 5/6 декември 1943 година. В Герман на 11 декември към бригадата се присъединява Народоосвободителен батальон „Стив Наумов“, а във Фущани на 18 декември един от батальоните на бригадата се прехвърля в новосформираната Втора македонска ударна бригада.
Първата македонско-косовска ударна бригада участва в така наречения Февруарски поход в началото на 1944 година и изминава 300 км. При село Богомила бригадата е обкръжена от армия, полиция и контрачети и само малки групи партизани успяват да се спасят. Разбити са също и Втора македонско-косовска ударна бригада и отряд с главния щаб на бригадата са разбити край Брегалница. Жертвите на партизаните възлизат на повече от 1500 души.
В Долно Родиво на 12 април се разделя на група македонски и група албански батальони, заминава за Дебърца и води сражения с български и германски части в между 29 април-5 май 1944 година в Охридско и Кичевско. След това се включва в Пролетната офанзива от 8 май до 4 юни в западна Вардарска Македония. От групата на македонските батальони на 8 юни 1944 година е създадена Първа македонска ударна бригада, а от косово-метохските на 28 юни 1944 година – Първа косовско-метохска ударна бригада.
Бригадата е обявена за XV пролетарска и е наградена с ордените „Народен герой на Югославия“, „Народно освобождение“ и „Братство и единство“ с венци.

## Участници
- Петър Брайович – командир (до юни 1944)
- Чеде Филиповски – заместник-командир (до юни 1944)[5]
- Мита Милкович политически комисар (до юни 1944)
- Никола Канински, политически комисар
- Славко Лумбарковски, заместник-политически комисар
- Жамила Колономос, заместник-политически комисар
- Вера Ацева, заместник-политически комисар (до януари 1944)
- Радусинович Митар, заместник-политически комисар (от януари до юни 1944)
- Илия Йовановски, заместник-командир на батальон
- Михо Михайловски, заместник-командир на батальон
- Гьоре Дамевски, помощник-политически комисар на батальон
- Стоилко Иванов, заместник-политически комисар на батальон
- Манчу Матак, командир на Прилепския отряд
- Борис Алексовски, политически комисар на батальон
- Дара Драгишич, политически комисар на втори батальон
- Мирко Арсениевич, политически комисар на първи батальон Рамиз Садику, по-късно на втори батальон Борис Вукмирович
- Драгутин Джорджевич, заместник-командир, по-късно командир на батальон
- Джевдет Дода
- Димитър Берберовски – военен ръководител
- Илия Топаловски
- Атанас Забазновски
- Златко Михайловски
- Мориц Романо
- Кемал Сейфула – член на политотдела
- Наджи Салих
- Злата Стругар
- Даница Стругар